# 中野東禅
中野 東禅（なかの とうぜん、1939年 - ）は、日本の仏教学者、僧侶。曹洞宗総合研究センター講師など歴任。京都市の曹洞宗龍宝寺住職。

## 来歴
静岡県生まれ。駒澤大学仏教学部禅学科卒業。同大学大学院修士課程修了。曹洞宗教化研修所所員、講師、主事を経て曹洞宗総合研究センター教化研修部門講師。大正大学、駒澤大学、武蔵野大学等の非常勤講師として死生学・生命倫理を担当。「南無の会」副総務、「医療と宗教を考える会」世話人、「死の臨床研究会」世話人、「儀礼文化学会」評議員を歴任。可睡斎後堂、京都市左京区竜宝寺住職を務めた。

## 著書
- 『目でわかる坐禅の入門 心ひかれる禅の世界 曹洞禅』創作社出版　1979
- 『道は我が胸中にあり 心をほぐす禅の発想』広済堂出版　1981
- 『坐禅のすすめ』日本実業出版社　1983
- 『禅問答55の知恵 生きにくい世の中だから』こう書房　1984 おとなのうんちく読本
- 『禅の常識 死んで生きる』講談社　1987
- 『煩悩の整理学 死ぬまで道づれの「迷・惑」な自己』春秋社　1988
- 『観音経』講談社　1990
- 『道元禅師のこころ しがらみを超える絶対安心の生き方』広済堂出版　1990
- 『上手な死に方』毎日新聞社　1992
- 『いつでもできる坐禅入門』毎日新聞社　1994
- 『寺院強化論 これからの寺院運営実践講座』四季社　1995
- 『葬儀を縁とした新教化法 グリーフ・ワークとしての法話』四季社　1995　チッタ叢書
- 『大安心 最期のしあわせ』雄山閣出版　1996
- 『中絶・尊厳死・脳死・環境 生命倫理と仏教』雄山閣出版　1998
- 『道元百話』東方出版　1998
- 『良寛さん 花と空の人間学』四季社　1998　チッタ叢書
- 『曹洞宗の常識』朱鷺書房　2000
- 『生と死を学ぶ教室「別れの手紙」』佼成出版社　2001
- 『寺院強化論 続』四季社　2002
- 『すこやかな死を生きる』雄山閣　2002
- 『心に効く中国で人気のパワフルCD』明日香出版社　2003
- 『禅者山頭火』四季社　2003　チッタ叢書
- 『図解雑学 道元』ナツメ社　2004
- 『プチ出家入門 少しだけ捨てて楽に生きる方法』グラフ社　2006
- 『仏さま白書 ほとけ百科』四季社　2006
- 『凡人のための禅語入門 生きる力が湧く94の言葉』幻冬舎　2006
- 『心が大きくなる坐禅のすすめ』三笠書房　2007　知的生きかた文庫
- 『人生の問題がすっと解決する名僧の一言』三笠書房　2007　知的生きかた文庫
- 『智の極み禅問答 いのちの真実をひきだす論理』一粟社 2008
- 『良寛 日本人のこころの言葉』創元社　2010
- 『禅僧が教える老いと死をたのしむ一句のちから』イースト・プレス　2011
- 『曹洞禅の現代法話学』四季社　2011
- 『どこでも坐禅 心を落ち着ける』洋泉社　2011
- 『仏教と出会うとなぜ、心が安らぐのか』三笠書房　2011　知的生きかた文庫

### 共編著
- 『現代寺院の役員読本』荒川元暉共著　三成書房　1990
- 『曹洞宗葬儀法要法話実践講座』全2巻　編　国書刊行会　1993
- 『曹洞宗読経偈文全書 簡訳』編著　1-2　四季社　1997-98
- 『秋葉信仰』田村貞雄監修 吉田俊英共編　雄山閣出版　1998　民衆宗教史叢書
- 『仏教葬儀・仏事総合データブック』藤井正雄,山田一眞監修 塩入亮乗共編　四季社　1998
- 『正法眼蔵随聞記 簡訳』編著　四季社　1999　曹洞宗読経偈文全書
- 『曹洞宗祈祷回向文』石附周行監修 編著　四季社　1999-2001
- 『仏縁を活かす最新法話データ大事典』松濤弘道,渡辺宝陽共編　雄山閣出版　1999
- 『曹洞宗後継者育成実践講座』石附周行,大田大穣,高崎直道共監修 高橋哲秋共編著　四季社　2001
- 『曹洞宗講式 簡訳』清水琢道,高木祐之,春木龍仙共監修 編著　四季社　2002　曹洞宗読経偈文全書
- 『曹洞宗僧堂清規集成 道元禅の修道法 傍訳』1-3　新井勝龍,大田大穣監修 編著　2002-03
- 『曹洞宗大般若会理趣分作法図解教本』全2巻 山田康夫監修 櫻井孝順編 東禅傍訳　四季社　2002
- 『死生論』窪寺俊之共著　メンタルケア協会　2003　メンタルケア選書
- 『曹洞宗祈祷大系 近代祈祷論の確立に向けて』全3巻　石附周行,高木祐之,山田康夫監修 東禅編集代表　四季社　2003
- 『書いて覚える「般若心経」ひとり写経』小林一昭書　日東書院本社　2006
- 『正法眼蔵 傍訳 学道篇 2』編著　四季社　2006　曹洞宗読経偈文全書
- 『『正法眼蔵』を読み解く 書とともに味わう「修証義」』編著 一粟社 2007
- 『正法眼蔵随聞記 生き方の書』編著　四季社　2007　原書で知る仏典シリーズ 傍訳
- 『曹洞宗法名戒名データブック 院号対応篇』編著　四季社　2007
- 『DVD映像でわかるわが家の勤行曹洞宗』編 大谷哲夫監修　四季社　2010
- 『生き方学としての傍訳正法眼蔵』全6巻　編著　四季社　2010
- 『傍訳曹洞宗読誦聖典』編著　四季社　2011

### 論文
- CiNii>中野東禅